# El Serrat (Arbúcies)
El Serrat és una masia d'Arbúcies (Selva) inclosa a l'Inventari del Patrimoni Arquitectònic de Catalunya.

## Descripció
El Serrat és un mas, situat a 855 metres dins el Parc Natural del Montseny, envoltat de plantacions de pins.
L'estructura principal de l'edificació actual correspon al segle xviii, però possiblement té els orígens més antics. Aquest canvi cronològic es pot veure molt bé en les diferents parts del mas, especialment la façana posterior que conserva la porta d'arc rebaixat, amb el número 37 en una placa de ceràmica, i algunes finestres quadrangulars amb llinda monolítica.
L'edifici té dues plantes i golfes, i la coberta és amb vessants a laterals, hi ha però cossos afegits a banda i banda del cos principal, així com annexos a la part de darrere o altres edificacions al voltant.
La façana principal ha estat reformada als segles xix i xx tal com indica una inscripció en una porta metàl·lica “reforma 1946”. El parament és arrebossat i pintat de blanc i encara es pot llegir amb lletres pintades el nom “MAS SERRAT” en un dels extrems de la façana. Hi ha moltes finestres i obertures a la planta baixa, en comparació amb les tres del primer pis i l'única de les golfes. Ara bé, el més interessant és la terrassa amb balconada de pedra que se situa al llarg de la façana, amb un soterrani a la part de baix, per sota el balcó, amb la part del mur encoixinada amb carreus de pedra ben tallats. Sota aquesta balconada no hi ha cap porxo sinó espai que actualment serveix de magatzem però que possiblement corresponia a les antigues quadres o corrals. Hi ha quatre arcs de mig punt lleugerament rebaixats, que donen accés a aquesta mena de soterrani sobre el qual sembla descansar l'edifici.

## Història
Els masos documentats en el segle xiii dins la parròquia de Cerdans eren: Puig Aguilar, Serrat, Martorell, Solà, Font, Mataró, Roix, Tarrés, Palomeres, Castell i Castellet. Bernat Serrat de Cerdans apareix documentat al 1308. En els fogatges de la batllia de n'Orri de 1497 i 1515 apareix el mas Serrat de Cerdans.
L'any 1573 Joan Serrat pagès i propietari del mas Serrat de Cerdans, prestava a la lluminària de Santa Maria de Lliors un censal de pensió.
S'esmenta en l'acta de la rodalia de la parròquia de Sant Cristòfol de Cerdans de l'any 1736. També es troba documentat en el Cadastre de 1743 i de 1800.
En el padró de 1883 apareix habitada per dues famílies, una de 2 i altra dels masovers de 5 persones, en el padró de l'any 1940 la trobem habitada per una família de 7 membres.
En l'amillarament de 1935 Pere Serrat Orriols declara els límits de la finca de mas Serrat de Cerdans, que limita a orient amb terres dels masos Pla d'Úfol i Vilarmau, a ponent amb terres del mas Vilarmau i a nord amb terrenys del mas Mataró.